# Diecéze Saint-Etienne
Diecéze Saint-Étienne (lat. Dioecesis Sancti Stephani, franc. Diocèse de Saint-Étienne) je francouzská římskokatolická diecéze. Leží na území dvou arrondissementů; Saint-Étienne a Montbrison v departementu Loire. Sídlo biskupství i katedrála Saint-Charles-Borromée de Saint-Étienne se nachází ve městě Saint-Étienne. Diecéze je součástí lyonské církevní provincie.
Diecézním biskupem je Mons. Sylvain Bataille.

## Historie
Biskupství bylo v Saint-Étienne založeno 26. prosince 1970, na svátek svatého Štěpána, který je patronem diecéze.
Diecéze je sufragánem lyonské arcidiecéze.